# Гролл, Йозеф
Йозеф Гролл (нем. Josef Groll; 1813—1887) — баварский пивовар, наиболее известен как создатель сорта пива Пильзнер.

## Биография
Йозеф Гролл родился 21 августа 1813 года в небольшом городке Фильсхофен-ан-дер-Донау в Баварии в семье успешного пивовара. Йозеф пошел по стопам отца и так же изучал ремесло пивоварения.
В 1839 году городская власть чешского города Пльзень приняла решение о строительстве собственной пивоварни, которая бы варила пиво по баварским технологиям. Так в городе появилась пивоварня, которая сейчас известна под названием Plzeňský Prazdroj. Для руководства пивоварней был приглашен Йозеф Гролл. 5 октября 1842 года он представил первую партию пива, сваренного им с применением новых технологий пивоварения и светлого солода. Комбинация светлого солода, жатецкого хмеля и характерной для Пльзеня чрезвычайно мягкой воды, а также заимствованная из Баварии технология низового брожения позволили получить прозрачное, золотистое по цвету пиво, которое сразу стало настоящей сенсацией. Несмотря на свои успехи, в 1845 по истечении контракта закончил работу в Пльзене и вернулся в родной город.
Умер 22 октября 1887 года в возрасте 74 лет в таверне Zum Wolferstetter Keller в Фильсхофене-ан-дер-Донау.